# Николай (Соколов)
Епископ Николай (в миру Иван Поликарпович Соколов; 1780-е — 17 [29] сентября 1851) — епископ Русской православной церкви, епископ Калужский и Боровский.

## Биография
Родился в 1780-х годах в Медыни Калужской губернии в семье священника.
Обучался в Московской Славяно-греко-латинской академии.
С 1800 года был учителем разных классов Калужской духовной семинарии.
С 1810 до 1816 года занимал должности: смотрителя Боровского духовного училища, учителя и префекта Тамбовской духовной семинарии, законоучителя Тамбовского военного училища; был ректором Тамбовских духовных училищ.
15 февраля 1821 года возведён в сан архимандрита Шацкого Чернеевского Николаевского монастыря.
С 1822 года — ректор и учитель Иркутской духовной семинарии и настоятель Иркутского Вознесенского монастыря.
С 15 мая 1826 года — ректор Тамбовской духовной семинарии и настоятель Козловского Троицкого монастыря.
С 10 декабря 1829 года до 1 марта 1830 был на чреде священнослужения в Санкт-Петербурге.
8 июня 1831 года хиротонисан во епископа Дмитровского, викария Московской епархии.
2 октября 1834 года назначен епископом Калужским и Боровским.
Выстроил в Калуге здание епархиальной богадельни, немало сделал для благоустройства Лаврентьева монастыря.
Из-за излишней доверчивости к людям епископ Николай иногда под действием наговоров имел неправильное суждение о некоторых личностях. Так случилось с оптинским старцем Леонидом (Наголкиным). По доносам противников старца у преосвященного Николая сложилось мнение о неискренности подвигов старца. Однако такое отрицательное мнение о старце Леониде изменилось у преосвященного Николая после смерти отца Леонида. В 1843 году, приехав в Оптину пустынь, епископ Николай служил соборне панихиду, а потом и литию на могиле старца. В разговорах с настоятелем и братией высказывал к почившему уважение, а вместе с тем откровенно выражал сожаление, что по недоразумению при жизни старца не ценил его и верил несправедливым толкам о нём.
Скончался 17 (29) сентября 1851 года в Калужском Лаврентьевом Рождественском монастыре. Погребен в кафедральном соборе.

## Сочинения
- Слово на вечери св. Пасхи.
- Слово во 2-ю неделю Великого поста (Христ. чтен., 1851, март, с. 262—271).
- Слово в день Благовещения Пресвятой Богородицы (Христ. чтен., 1851, март, с. 272—281).
- Краткая речь по причащ. Св. Таин (Христ. чтен., 1851, март, с. 282).